# Paklobutrazol
Paklobutrazol är en triazol fungicid som främst används som tillväxtreglerande substans för krukväxter i växthusodling. Paklobutrazol fungerar som antagonist till växthormonet gibberellin, genom att hindra dess biosyntes. Genom att hindra krukväxtens tillväxt, så får man kortare och kraftigare plantor, som också blommar och sätter frukt tidigare.
Paklobutrazol kan appliceras på växter, men störst effekt får man om växten tar upp den via rötterna. I Sverige rekommenderar kemikalieinspektionen att jord som behandlats med Paklobutrazol inte skall komposteras, eftersom det bryts ned långsamt och kan ha negativa effekter på andra växter, t.ex. på grönsaker. Paklobutrazol anses inte vara farligt för miljö och hälsa .